# Riverina Highway
Der Riverina Highway ist eine Fernstraße im Süden des australischen Bundesstaates New South Wales. Er verbindet die Talgarno Road und die Bethanga Road in Bellbridge mit dem Cobb Highway in Deniliquin.

## Verlauf
Die Straße beginnt in Bellbridge, ca. 12 Kilometer östlich von Albury am Ostufer des Lake Hume, an der Grenze zwischen Victoria und New South Wales. Durch Albury, wo sie den Hume Freeway (NM31) kreuzt, folgt sie dem Murray River an seinem Nordufer nach West-Nordwesten bis nach Corowa. Dabei durchquert sie die Riverina, nach der sie benannt ist.
In Corowa biegt die Straße nach Nord-Nordwesten ab und schlägt ca. 10 Kilometer weiter erneut einen westnordwestlichen Kurs ein. Bei Finley quert sie den Newell Highway (N39) und folgt nun dem Mulwala-Kanal, einem Bewässerungskanal der Riverina. 60 Kilometer weiter westlich erreicht der Riverina Highway den Cobb Highway (R75) in Deniliquin, wo er endet.

## Charakter und Bedeutung
Der Highway verläuft durch bewässertes Land entlang des Murray River, wo Farmen, Obsthaine und Weingärten das Bild der Landschaft bestimmen. Er verbindet diese Region über den Hume Highway in Albury zu den wichtigen Märkten in Sydney und Melbourne. Wegen der sehenswerten Landschaft ist der Riverina Highway auch eine beliebte Touristenstraße.